# Planken (Boxberg)
Planken ist ein Wohnplatz auf der Gemarkung des Boxberger Stadtteils Schweigern im Main-Tauber-Kreis im fränkisch geprägten Nordosten Baden-Württembergs.

## Geographie

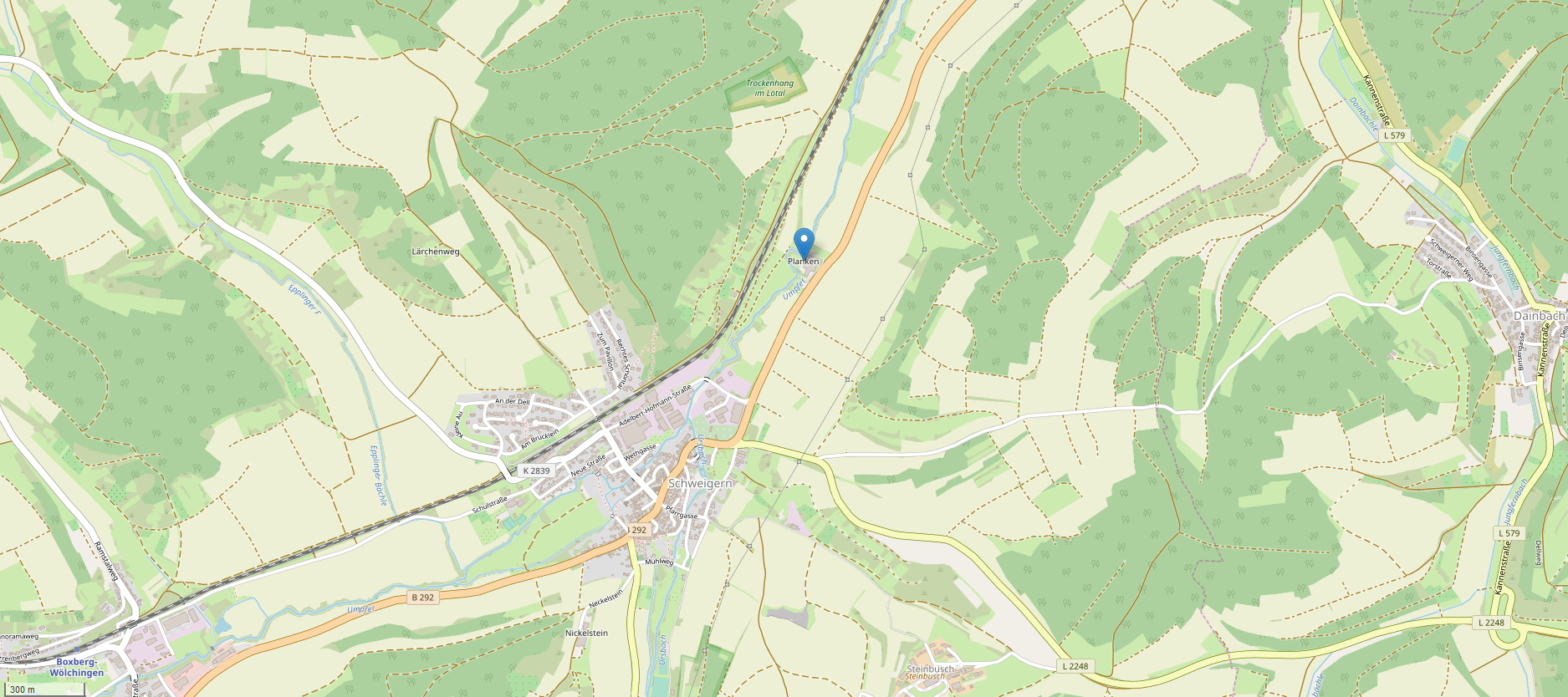
Lage des Wohnplatzes Planken

Der Wohnplatz Planken befindet sich etwa 500 Meter nordöstlich von Schweigern im Umpfertal.

## Geschichte
Der Ort kam als Teil der ehemals selbständigen Gemeinde Schweigern am 1. Dezember 1972 zur Stadt Boxberg.

## Verkehr
Planken liegt an der B 292 zwischen Schweigern und Unterschüpf. Am Wohnplatz befindet sich die gleichnamige Straße Planken.